# Акулинська сотня
Акулинська сотня — Адміністративний і військовий підрозділ Білоруського (Чауського) полку української козацької держави Гетьманщини у 1655–1659 рр.
Сотенним центром було містечко Акулино, тепер — у складі Республіки Білорусь.